# Mateu Mercer
Mateu Mercer fou almirall de la Corona d'Aragó i majordom de la reina Elionor de Sicília.
Experimentat en la guerra de cors, amb Jaume Escrivà, des de finals de 1341 fins a la presa d'Algesires el 1344, rellevà l'almirall de Pere de Montcada i de Lloria, al comandament de la flota catalana de deu galeres enviada a l'estret de Gibraltar en ajut del Regne de Castella per impedir el pas dels benimerins a la península. El 1342, fou cridat per Pere el Cerimoniós a Barcelona per vigilar les galeres de Jaume III de Mallorca, que havia anat a conferenciar amb ell abans de la ruptura d'hostilitats.
El 1344, en premi als seus serveis, el rei li concedí el càrrec de vicealmirall de València amb caràcter vitalici, bé que en fou desposseït el 1347, potser per pressió de la Unió de València, de la qual era enemic. En 1348, Pere el Cerimoniós després de confiscar el patrimoni de Joan Roderic Roís de Corella, condemnat a mort per la seua significació antimonàrquica durant la Guerra de la Unió vengué a Mateu Mercer, el castell de Locayba, el lloc de Pedreguer i les alqueries de Ràfol, de Montroy, Canyelles, Benaxar i Aguilar pel preu de 160.000 sous.
El 1347 acomplí, amb Jaume Escrivà, una ambaixada prop del rei de Castella. El 1349, amb dos altres missatgers, acudí a Palerm per negociar el matrimoni de Pere el Cerimoniós amb Elionor de Sicília i per portar la núvia a territori català, i des del 1350 fou majordom de la reina i membre del consell del rei.
Nomenat capità de dotze galeres el 12 de maig de 1352, a la mort de Ponç de Santa Pau i el vicealmirall Bernat de Ripoll a la batalla naval del Bòsfor. Es reuní amb l'estol de Romania a Sardenya, on tornà sota el comandament de Bernat II de Cabrera el 1353 quan la flota catalana derrotà a la flota genovesa a la batalla naval de Port del Comte i per terra a la batalla de Quart, i del mateix rei 1354 per la conquesta de l'Alguer.
Portà a terme una ambaixada al Marroc, el 1358, i el 1359 Pere el Cerimoniós confisca la baronia d'Olocau a Guillén Sánchez de Maraynón i Castellví i la dona a l'almirall Mateu Mercer.
En maig de 1360, durant la guerra dels Dos Peres acudí amb quatre galeres, dues catalanes i dues mallorquines, doncs el Regne de València no va proveir altres dues, per voluntat de Pere el Cerimoniós, en ajut d'Abu Hammu II l'emir de Tremissèn contra els marínides, ajudats pel rei de Castella. Davant d'Annaba, fou derrotat per cinc galeres castellanes i portat a Castella, on Pere el Cruel el feu executar.
La vila d'Olocau fou heretada per sa filla Joana de Mercer i Sentllir.